# Comptoniella vannoorti
Comptoniella vannoorti is een vliesvleugelig insect uit de familie Pteromalidae. De wetenschappelijke naam is voor het eerst geldig gepubliceerd in 1992 door Wiebes.